# James McDivitt
James Alton McDivitt, dit Jim McDivitt, est un astronaute, ingénieur aéronautique, pilote d'essai et aviateur américain né le 10 juin 1929 à Chicago et mort le 13 octobre 2022 à Tucson. Avec la National Aeronautics and Space Administration (NASA), il participe aux programmes Gemini et Apollo.
Il a rejoint l'United States Air Force (USAF) en 1951 et effectue 145 missions de combat pendant la guerre de Corée. En 1959, après avoir obtenu un Bachelor of Science en génie aéronautique de l'université du Michigan dans le cadre du programme de l'Air Force Institute of Technology (AFIT), il se qualifie comme pilote d'essai à l'école des pilotes d'essai de l'United States Air Force (Classe 59C) et à l'école pilote de recherche aérospatiale (Classe I), puis rejoint la branche des opérations des engins spatiaux habités. En septembre 1962, McDivitt enregistra plus de 2 500 heures de vol, dont plus de 2 000 heures sur des avions à réaction. Cela comprend le vol en tant que pilote d'escorte pour le vol du North American X-15 de Robert Michael White le 17 juillet 1962 au cours duquel White atteint une altitude de 95,8 kilomètres et devient le premier pilote du programme X-15 à recevoir ses « ailes d'astronaute ».
En 1962, McDivitt est sélectionné comme astronaute par la NASA dans le cadre du groupe d'astronautes 2. Il commande la mission Gemini 4, au cours de laquelle Edward White effectue la première sortie extravéhiculaire américaine, et plus tard la mission Apollo 9 qui est le premier test en vol en équipage du module lunaire Apollo et l'ensemble complet du matériel de vol Apollo. Il devient plus tard directeur des opérations d'alunissage et directeur du programme du vaisseau spatial Apollo de 1969 à 1972. En juin 1972, il quitte la NASA et prend sa retraite de l'USAF avec le grade de brigadier général.

## Famille et enfance
James Alton McDivitt est né le 10 juin 1929 à Chicago dans l'Illinois. Il est le fils de Margaret Mary (née Maxwell, 1903-1994) et de James Alton McDivitt, Sr. (1902-1981). Durant son enfance, il fait partie des Boy Scouts of America. Il grandit à Kalamazoo, dans le Michigan, et est diplômé de la Kalamazoo Central High School (en) en 1947. Il travaille ensuite pendant un an pour gagner suffisamment d'argent pour fréquenter une université. De 1948 à 1950, il passe deux ans au Jackson Junior College (maintenant connu sous le nom de Jackson College (en)) à Jackson, dans le Michigan.

## Carrière professionnelle

### Service militaire

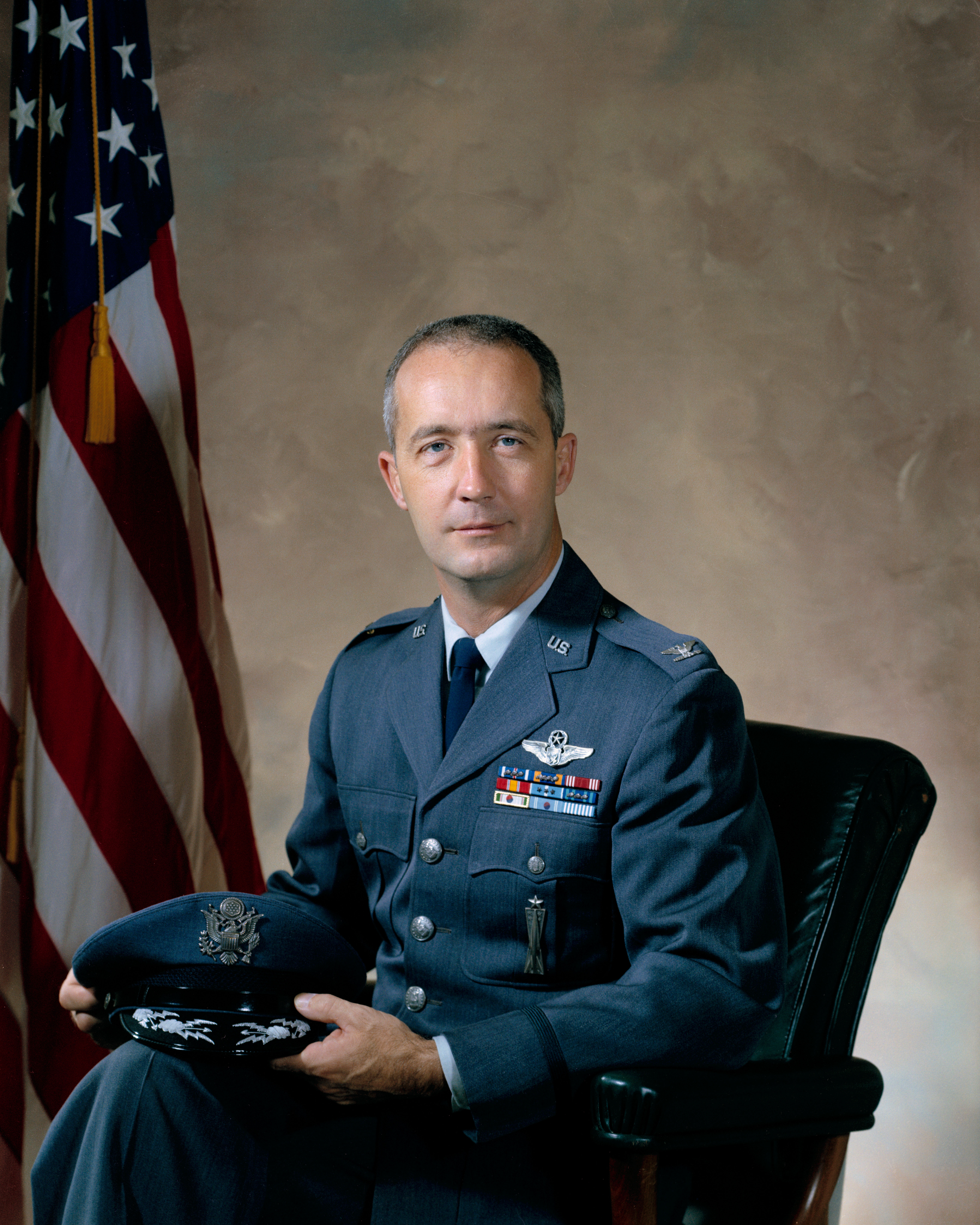
James McDivitt dans son uniforme de l'armée de l'air en tant que colonel le 10 décembre 1968.

En janvier 1951, McDivitt rejoint l'United States Air Force (USAF). La guerre de Corée vient de commencer et son sursis à la conscription expire lorsqu'il obtient son diplôme du Jackson Junior College. Alors, plutôt que d'attendre et d'être enrôlé par l'armée de terre, il choisit de s'enrôler dans l'armée de l'air en tant que soldat et postule à une formation de pilote dans le cadre du programme de formation des cadets de l'aviation. Il réussit bien à l'entraînement et est le premier de sa classe à effectuer un vol en solitaire. Il reçoit ses « ailes de pilote » et sa commission régulière en tant que sous-lieutenant (second lieutenant) dans l'USAF en mai 1952 à la base aérienne Williams, en Arizona, et termine sa formation d'équipage de combat en novembre 1952. Il effectue 145 missions de combat en Corée à bord sur Lockheed P-80 Shooting Star (désigné F-80 pour l'USAF) et sur North American F-86 Sabre avec le 35th Fighter-Bomber Squadron (futur 35th Fighter Squadron (en)) et obtient deux Distinguished Flying Cross. Sa dernière mission a lieu deux heures après la signature de l'armistice de Panmunjeom mettant fin à la guerre.
McDivitt retourne aux États-Unis en septembre 1953 et sert comme pilote et officier adjoint des opérations au sein du 19th Fighter Interceptor Squadron à la base aérienne Dow (future base de l'Air National Guard Bangor (en)) dans le Maine. En novembre 1954, il entre à l'école de pilotage avancée de la base aérienne Tyndall en Floride, et en juillet 1955, il se rend à la base aérienne McGuire dans le New Jersey où il sert comme pilote, officier des opérations, puis comme commandant de bord du 332d Fighter-Interceptor Squadron (en),. En juin 1957, il entre à l'université du Michigan dans le cadre du programme de l'Air Force Institute of Technology (AFIT) et y obtient son Bachelor of Science en génie aéronautique. Il est major de promotion pour ce diplôme, en 1959,.
Après avoir obtenu son diplôme, en juin 1959, il se rend à la base aérienne Edwards en Californie, en tant qu'élève-pilote d'essai. Il y reste avec le Air Force Test Center (AFTC) en tant que pilote d'essai en vol expérimental et terminé l'école des pilotes d'essai de l'United States Air Force (classe 59C) et l'école pilote de recherche aérospatiale (Classe I). Il rejoint la branche des opérations des engins spatiaux habités (Manned Spacecraft Operations Branch) en juillet 1962,. À septembre, McDivitt enregistre plus de 2 500 heures de vol, dont plus de 2 000 heures  sur des avions à réaction. Cela comprend le vol en tant que pilote d'escorte pour le vol du North American X-15 de Robert Michael White le17 juillet 1962 au cours duquel White atteint une altitude de 95,8 kilomètres et devient le premier pilote du programme X-15 à recevoir ses « ailes d'astronaute » (la définition de l'espace de l'USAF commençant à 80 kilomètres d'altitude). McDivitt est sur le point de piloter le X-15 lorsque White part diriger le bureau de projet pour tester le McDonnell Douglas F-4 Phantom II. Il apprend cependant que la National Aeronautics and Space Administration (NASA) cherche à sélectionner un deuxième groupe d'astronautes pour augmenter le nombre d'astronautes du premier (les Mercury Seven) et, après réflexion, il décide de postuler.

### NASA

#### Programme Gemini

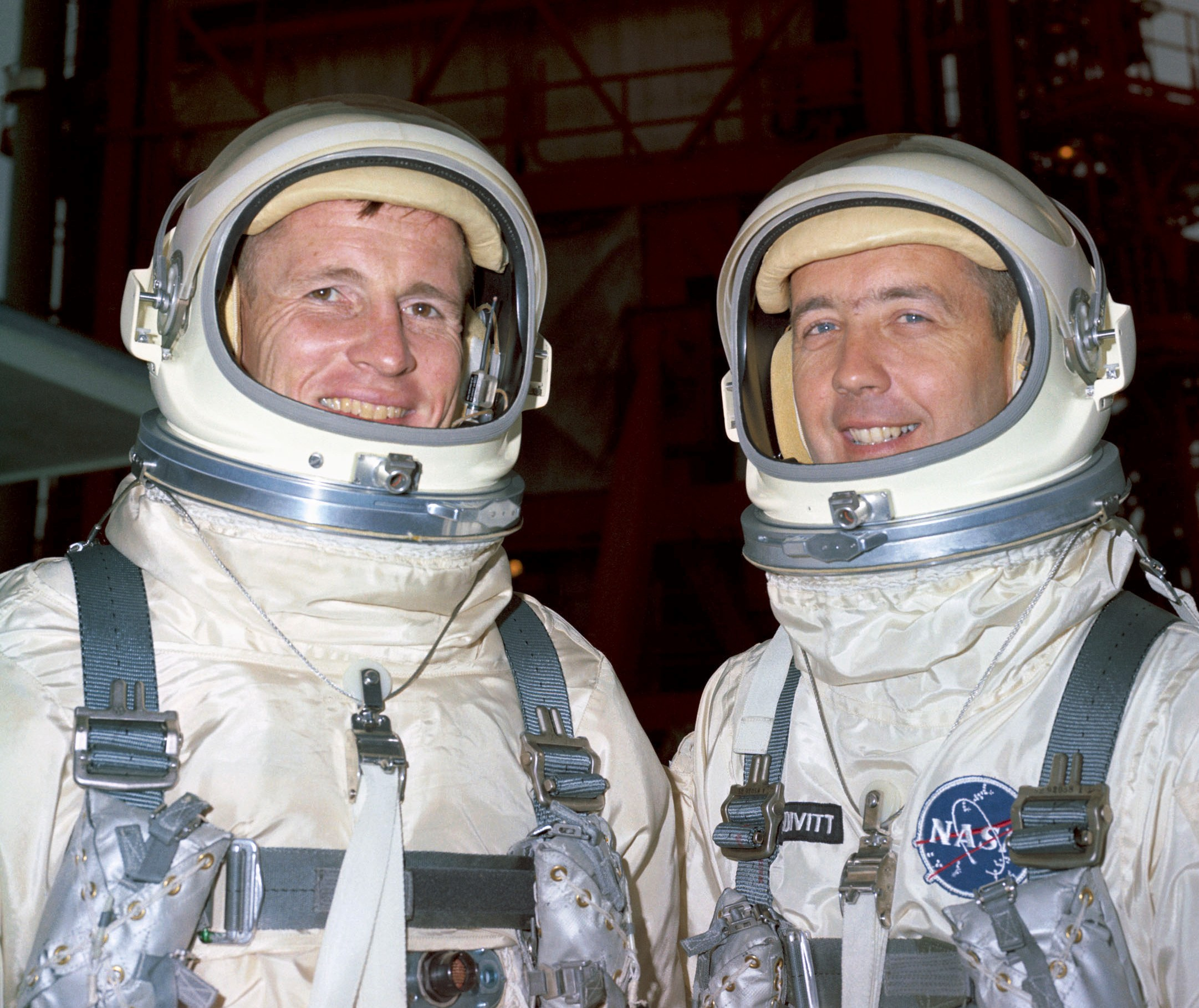
McDivitt (à droite) et Edward White (dit Ed White) dans leur combinaison Gemini pour la mission Gemini 4.

McDivitt est sélectionné comme astronaute par la National Aeronautics and Space Administration (NASA) en septembre 1962 dans le cadre du groupe d'astronautes 2. Le 29 juillet 1964, il est annoncé qu'il est choisi comme pilote-commandant de la mission Gemini 4 du programme Gemini, devenant ainsi le premier astronaute américain à commander un équipage lors de son premier vol spatial. En outre, seuls deux autres astronautes Gemini de ce groupe ont commandé leurs premiers vols : Frank Borman (Gemini 7) et Neil Armstrong (Gemini 8) — Elliot See devant commander Gemini 9 trouve la mort dans un accident en février 1966 trois mois avant la mission. Le chef du Bureau des astronautes, l'astronaute des Mercury Seven Donald Slayton (dit Deke Slayton), choisi Edward White (dit Ed White) comme son pilote parce que les deux hommes se connaissent bien, ayant fréquenté ensemble l'université du Michigan et l'école des pilotes d'essai.
Les objectifs de la mission sont mal définis au début, mais il est envisagé d'effectuer une sortie extravéhiculaire (EVA), un rendez-vous spatial et un maintien en position orbitale. Sachant que la sortie extravéhiculaire est une possibilité, McDivitt insiste pour qu'elle soit incluse dans la mission. En conséquence, la direction de la NASA accepte de garantir que la combinaison Gemini destinée à la mission puisse être utilisée pour celle-ci. Le cadre de la NASA Kenneth S. Kleinknecht (en) déclare lors de la conférence de presse de juillet 1964 annonçant la mission qu'un membre de l'équipage pourrait ouvrir la trappe et passer la tête dehors, mais cela n'attire guère l'attention. Le 18 mars 1965, le cosmonaute Alexeï Leonov devient le premier homme à effectuer une sortie extravéhiculaire lors de la mission Voskhod 2, mais ce n'est que le 25 mai que la sortie extravéhiculaire est approuvée pour Gemini 4 par l'administrateur de la NASA, James E. Webb.
Gemini 4 est lancée le 3 juin 1965. La mission dure 97 heures et 56 minutes et effectue 62 orbites. Le premier objectif est de tenter le premier rendez-vous spatial avec l'étage supérieur du lanceur Titan II épuisé du vaisseau spatial. Cela ne réussit pas car McDivitt ne peut pas se rapprocher à plus de ce qu'il estime être une soixantaine de mètres. Plusieurs facteurs jouent contre lui. Il y a des problèmes de perception de la profondeur et ses estimations visuelles de la distance et celles de White différent, plus ou moins longues les unes des autres à différents moments. La mécanique orbitale du rendez-vous — rattraper quelque chose nécessite de ralentir — n'est pas encore bien comprise par les ingénieurs ou les astronautes de la NASA. De plus, l'étage évacue le carburant restant, ce qui le poussait dans différentes directions par rapport au vaisseau spatial.

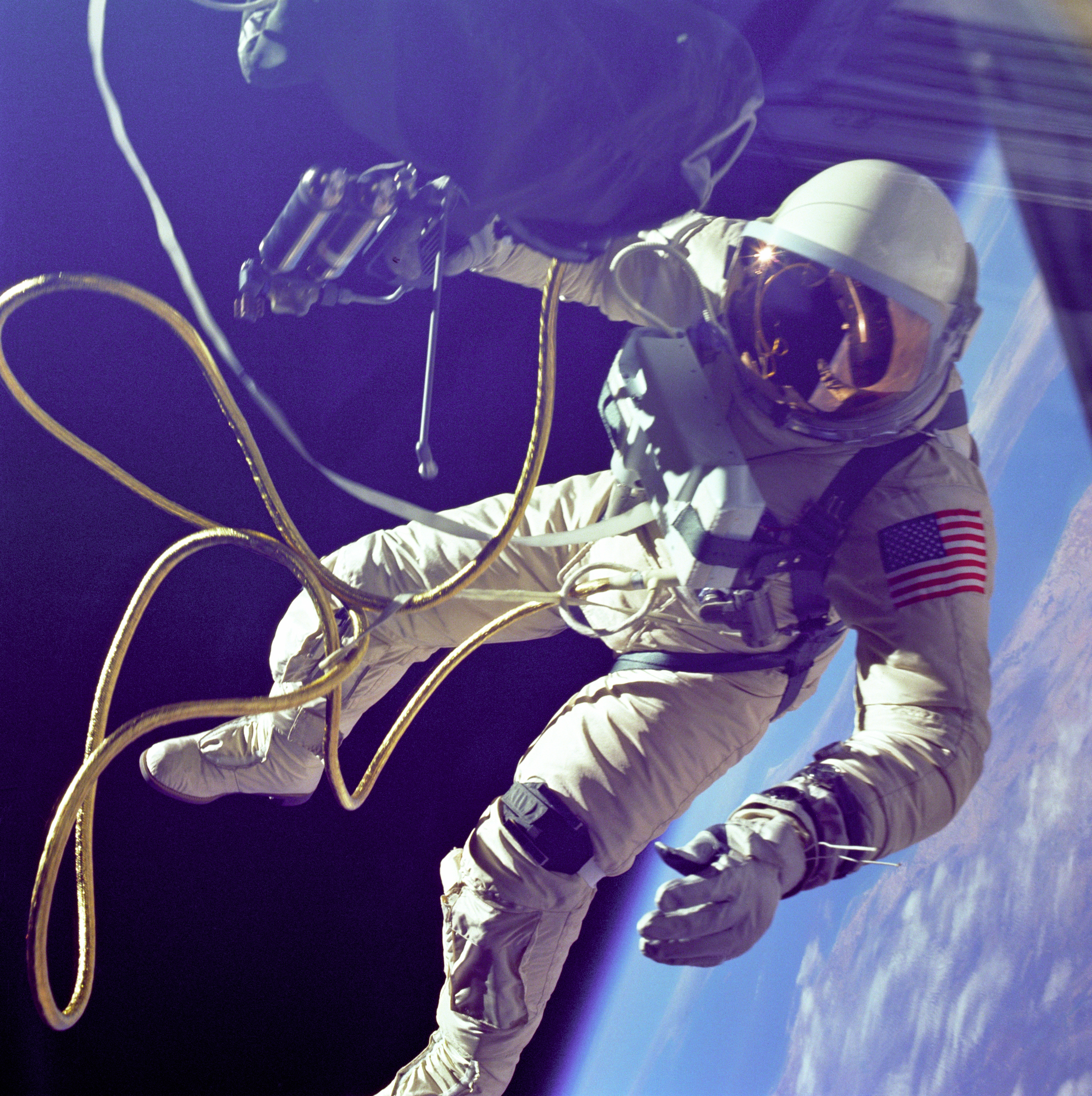
Edward White, le premier Américain à effectuer une sortie extravéhiculaire, lors de Gemini 4 le 3 juin 1965. Il est photographié par James McDivitt.

McDivitt interrompt finalement la tentative de rendez-vous afin d'économiser son carburant et de préserver le deuxième objectif, qui est pour White d'effectuer la première sortie extravéhiculaire américaine. McDivitt contrôle l'attitude de la capsule et photographie White pendant cette EVA. La trappe de Gemini 4, par laquelle White sort dans l'espace, est sujette à des problèmes d'engrenages du mécanisme de verrouillage, ce qui rend difficile l'ouverture et le reverrouillage de la trappe. McDivitt avait passé quelque temps avant le vol avec un ingénieur de la McDonnell Aircraft Corporation, improvisant une technique consistant à forcer les engrenages en insérant les doigts à l'intérieur du mécanisme. La trappe est difficile à ouvrir et à refermer pendant le vol, mais McDivitt réussi à la faire fonctionner à deux reprises, les mains dans ses gants de combinaison spatiale pressurisés. S'il n'avait pas réussi à verrouiller la trappe après la sortie extravéhiculaire, les deux hommes n'auraient probablement pas survécu à leur rentrée dans l'atmosphère.
Le deuxième jour, au-dessus d'Hawaï, alors que White dort, McDivitt voit par hasard un objet volant non identifié (OVNI), qu'il décrit comme ressemblant « à une canette de bière ou une canette de boisson gazeuse, et avec une petite chose comme peut-être un crayon ou quelque chose qui en dépasse ». Il en prend quelques photographies, mais n'a pas le temps de régler correctement l'exposition ou la mise au point. Il pense que puisque c'est visible, cela doit se trouver sur une orbite proche de celle de son vaisseau spatial, probablement un morceau de glace ou un isolant du vaisseau spatial qui s'est désolidarisé. La nouvelle des « photos d'OVNI » parvient à la presse et un journaliste parvient à en retrouver une avec un groupe de trois ou quatre images qui ressemblent à des objets en forme de disque avec des queues. McDivitt les identifient lui comme des reflets de boulons dans les fenêtres à plusieurs couches du vaisseau. L'astronaute des Mercury Seven, Gordon Cooper, écrit dans ses mémoires qu'il s'agit du seul récit officiellement rapporté d'un OVNI dans l'une des missions du programme Mercury, Gemini ou Apollo.
La mission connaît des difficultés dans ses dernières étapes en raison d'une panne informatique. S'écartant du plan de vol, le contrôleur de vol Christopher Kraft ordonne à McDivitt d'effectuer une rentrée atmosphérique roulante comme les astronautes de Mercury avaient utilisé plutôt que l'entrée d'angle d'inclinaison de levage que l'ordinateur est censé les aider à réaliser. En descendant, McDivitt a du mal avec un propulseur bloqué, mais ralenti finalement et arrête le roulis. Le vaisseau spatial dépasse son point d'atterrissage de 80 kilomètres mais les astronautes sont rapidement atteints par le navire de récupération, l'USS Wasp,. Les astronautes découvrent qu'ils sont désormais des célébrités. Le président des États-Unis Lyndon B. Johnson venant à Houston pour les féliciter et leur donnant une promotion au grade de lieutenant-colonel. Plus tard dans la semaine, ils se rendent à la Maison-Blanche où Johnson leur remet la médaille du service exceptionnel de la NASA. Ils ont droit à une ticker-tape parade à Chicago et se rendent au salon du Bourget de 1965 où ils rencontrent le cosmonaute Youri Gagarine.

#### Programme Apollo

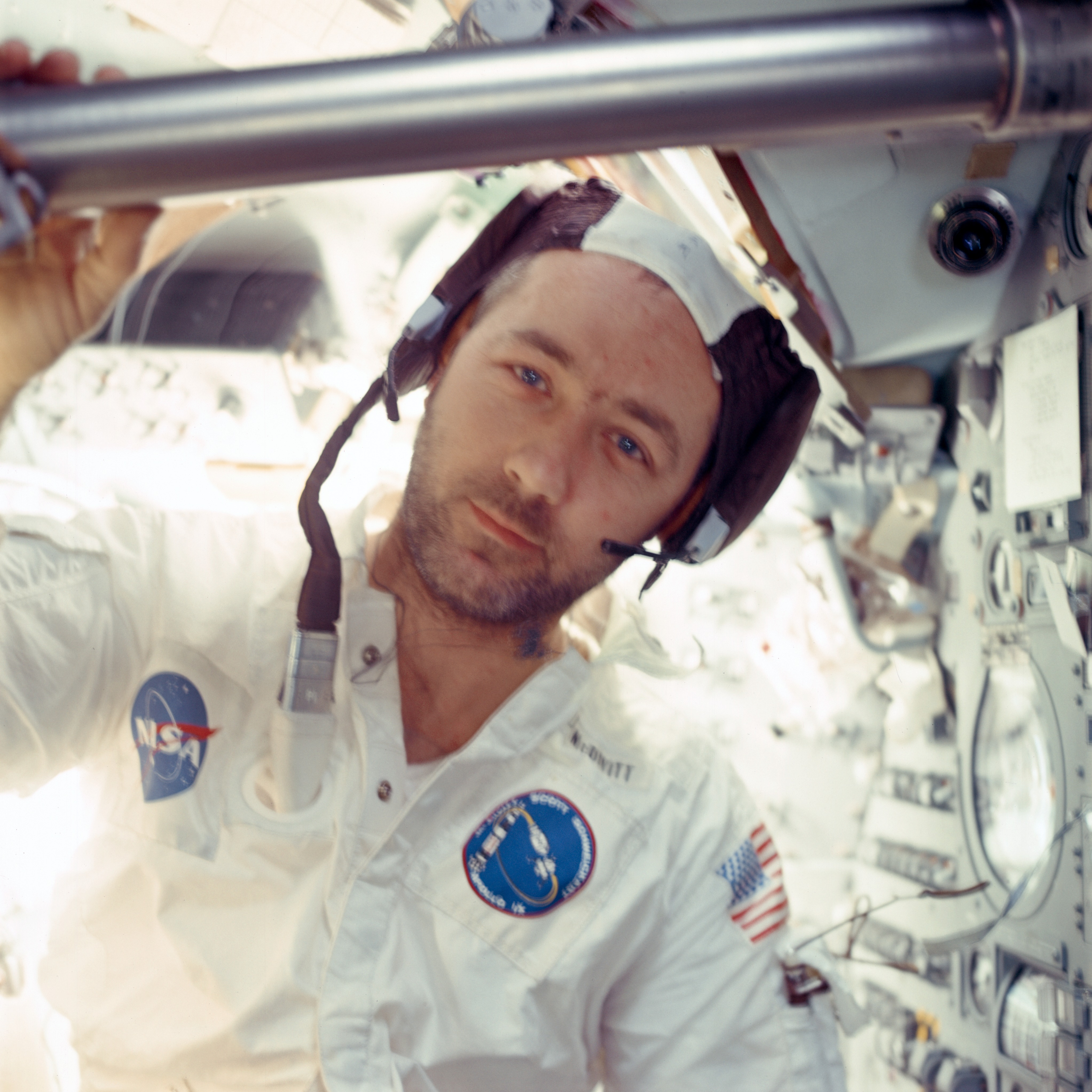
McDivitt dans le module de commande Apollo Gumdrop pendant la mission Apollo 9.

Le 21 mars 1966, la NASA annonce que McDivitt serait le commandant (CDR) de l'équipage de réserve de la première mission avec équipage du programme Apollo, connue sous le nom d'AS-204. Les autres membres de son équipage sont les astronautes du groupe d'astronautes 3 David Scott et Russell Schweickart (dit Rusty Schweickart). L'équipage principal est commandé par l'astronaute des Mercury Seven Virgil Grissom (dit Gus Grissom), Edward White (dit Ed White) et l'astronaute du groupe d'astronautes 3 Roger B. Chaffee. Leur mission est de tester le module de commande et de service Apollo (CSM) en orbite terrestre. En décembre 1966, les espoirs que le vaisseau spatial Apollo soit prêt à voler en 1966 s'amenuisent rapidement et la NASA annonce le 22 décembre qu'ils sont remplacés comme équipage de réserve de l'AS-204 par Walter Schirra (dit Wally Schirra), Donn Eisele et Walter Cunningham, l'équipage de la deuxième mission originale, qui est annulée. L'équipage de McDivitt devient donc l'équipage principal d'une nouvelle deuxième mission nommée AS-205/208 et utilisant à la fois le module de commande et de service Apollo (CSM) et le module lunaire Apollo (LM). La fusée Saturn V ne doit pas être encore disponible à cette date, la mission serait donc effectuée avec deux fusées Saturn IB, une pour le CSM et une pour le LM. Selon le calendrier révisé, l'AS-204 doit voler en février 1967, suivi de l'AS-205/208 en août. La fusée Saturn V devant être disponible d'ici la fin de l'année, une troisième mission serait effectuée avec Frank Borman comme CDR et les astronautes du  groupe d'astronautes 3 Michael Collins et William Anders (dit Bill Anders),.
McDivitt et son équipage s'entraînent pour cette mission lorsqu'une catastrophe survint le 27 janvier 1967 : un incendie dans la cabine tue l'équipage de Grissom. Toutes les missions avec équipage sont alors annulées. Au cours des audiences du Congrès des États-Unis qui suivent, McDivitt exprime sa confiance dans la gestion et les mesures de sécurité de la NASA. Après l'incendie d'Apollo 1, les plans sont repris pour que l'équipage de McDivitt effectue la mission du module lunaire en tant que deuxième vol en équipage. Cela est officiellement annoncé le 20 novembre 1967. À l'été 1968, on s'attend à ce que la mission soit désormais Apollo 8 en décembre avec le lanceur Saturn V, qui est désormais disponible, mais il est de plus en plus clair que le module lunaire ne sera pas prêt à ce moment-là,. McDivitt est convoqué au bureau de Slayton. Selon McDivitt : « À cette époque, je travaillais sur le module lunaire avec Dave et Rusty depuis un an et demi. Je savais que quelque chose se passait lorsque Deke m'a appelé parce que […] je savais que le module lunaire ne serait probablement pas prêt avant janvier 1969. Deke m'a expliqué la situation et a dit qu'il voulait que je m'en tienne à ma mission initiale […] qui deviendrait désormais Apollo 9. Mais il n’allait pas me forcer. Ce n'était pas seulement au cas où, puisque cette mission […] ne transporterait pas de module lunaire, la NASA ne voulait pas abandonner notre formation. Frank Borman et Bill Anders s'étaient également entraînés sur le module lunaire. Je pense que c'est parce que Rusty et moi en savions plus sur ce module lunaire particulier que quiconque. Il y avait donc une certaine logique pour nous maintenir là où nous étions. Au fil des années, cette histoire a pris de l'ampleur au point où les gens pensent qu'on m'a proposé de faire le tour de la Lune, mais [que je l'ai refusé]. Pas tout à fait. Je crois que si je m'étais jeté par terre et supplié de participer à la mission […] , Deke nous l'aurait laissé faire. Mais cela n'a jamais été vraiment proposé ».

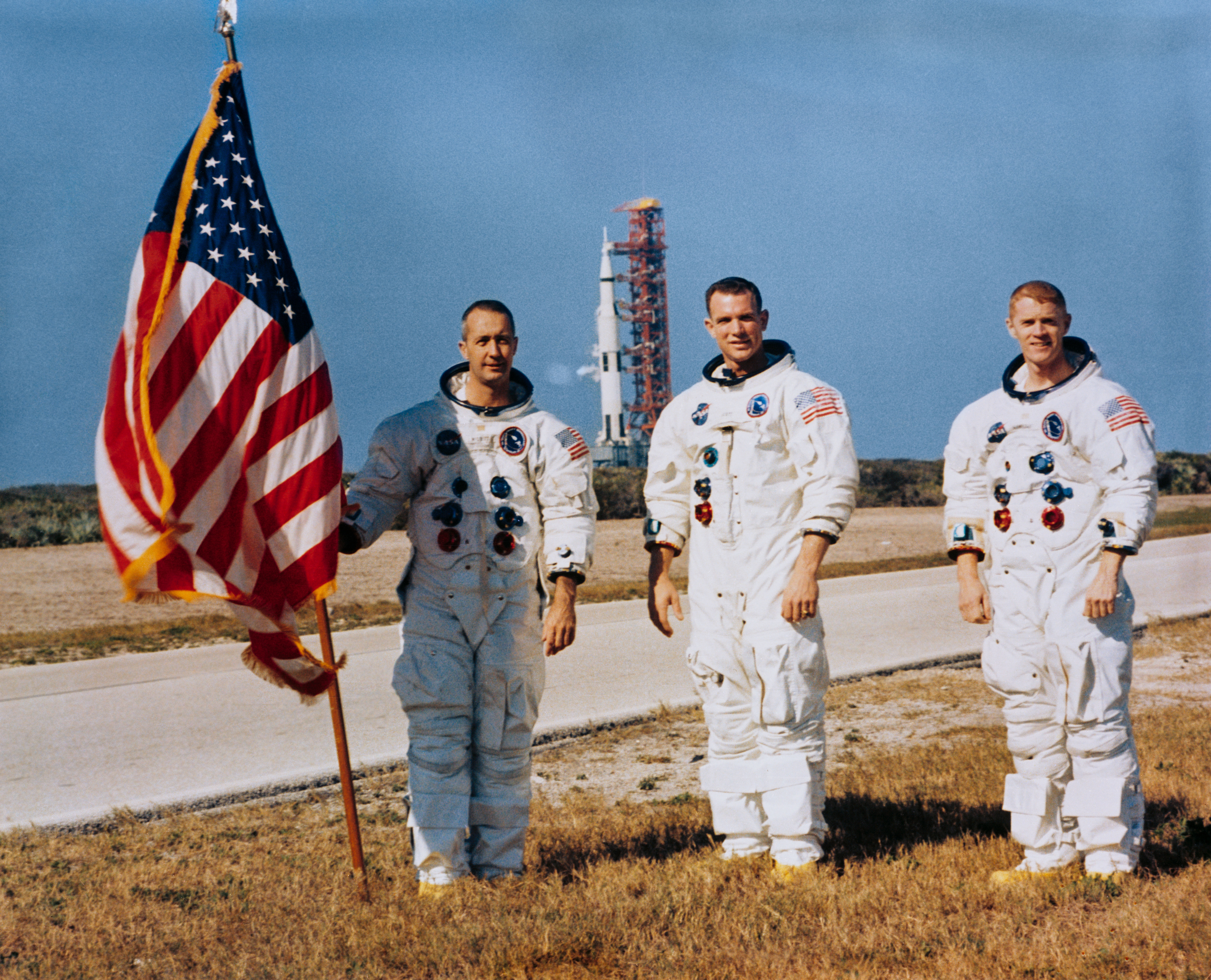
L'équipage d'Apollo 9 (McDivitt, Scott et Schweickart) le 18 décembre 1968. Apollo 8 est sur l'aire de lancement derrière eux.

Apollo 9, la mission de dix jours de test du module lunaire en orbite terrestre de McDivitt décolle le 3 mars 1969. Comme il y a deux vaisseaux spatiaux, deux noms sont requis. L'équipage de McDivitt appelle son module lunaire Spider et le module de commande Gumdrop. La première tâche orbitale majeure de l'équipage est de séparer le CSM de l'étage supérieur du S-IVB, de faire demi-tour puis de s'amarrer au LM, qui se trouve à l'extrémité du S-IVB, après quoi le vaisseau spatial combiné se sépare de la fusée. Scott amarre le CSM au LM, et l'ensemble fonctionne correctement. Après que McDivitt et Schweickart aient inspecté le lien reliant le CSM et le LM, le vaisseau spatial assemblé se sépare correctement du S-IVB. La tâche suivante consiste à démontrer que deux engins spatiaux amarrés peuvent être manœuvrés avec un seul moteur, le Service Propulsion System (SPS). Cela est également accompli avec succès. Le S-IVB est ensuite allumé à nouveau pour l'envoyer en orbite solaire.
Le lendemain, McDivitt et Schweickart enfilent leur combinaison spatiale et entrent dans le LM. C'est la première fois que des astronautes passent d'un vaisseau spatial à un autre. Ils testent ensuite les systèmes de propulsion du LM. Le quatrième jour, Schweickart met le Primary Life Support System (PLSS), le sac à dos que les astronautes porteraient plus tard lors des sorties extravéhiculaires sur la surface lunaire, et est sorti du LM. Au même moment, Scott ouvre la porte du CSM et les deux astronautes prennent des photographies l'un de l'autre. Le lendemain, Scott se désamarre et McDivitt pilote le LM, mettant à l'épreuve le moteur de descente du vaisseau spatial. Comme pour le CSM, l'équipage prend rapidement confiance dans la fiabilité et les performances de ce vaisseau spatial. Enfin, il utilise le moteur de remontée du LM pour s'amarrer à nouveau au CSM. Après dix jours au cours desquels est effectué 151 orbites, Apollo 9 amerrit en toute sécurité dans l'océan Atlantique où il est récupéré par l'USS Guadalcanal.
Après Apollo 9, McDivitt devient directeur des opérations d'alunissage en mai 1969 et dirige une équipe qui planifie le programme d'exploration lunaire et redessine le vaisseau spatial pour accomplir cette tâche. En août 1969, il devient directeur du programme des vaisseaux spatiaux Apollo,. À ce titre, il est le directeur du programme pour les missions du programme Apollo 12, 13, 14, 15 et 16. Il est promu au grade de Brigadier général le 17 février 1972,. Lorsque la sélection de Eugene Cernan (dit Gene Cernan) pour commander la mission Apollo 17 est annoncée, McDivitt reproche à Christopher Kraft de ne pas avoir été consulté à ce sujet et menace de démissionner si Cernan n'est pas démis de ses fonctions. Kraft avait consulte Slayton, qui lui avait donné un compte rendu peu objectif d'un accident d'hélicoptère de janvier 1971 dans lequel Cernan avait été impliqué, en protégeant ce dernier. Kraft informe alors McDivitt que la sélection de Cernan est maintenue, et McDivitt démissionne, bien qu'il reste en poste jusqu'à la fin de la mission Apollo 16.

#### Après la NASA

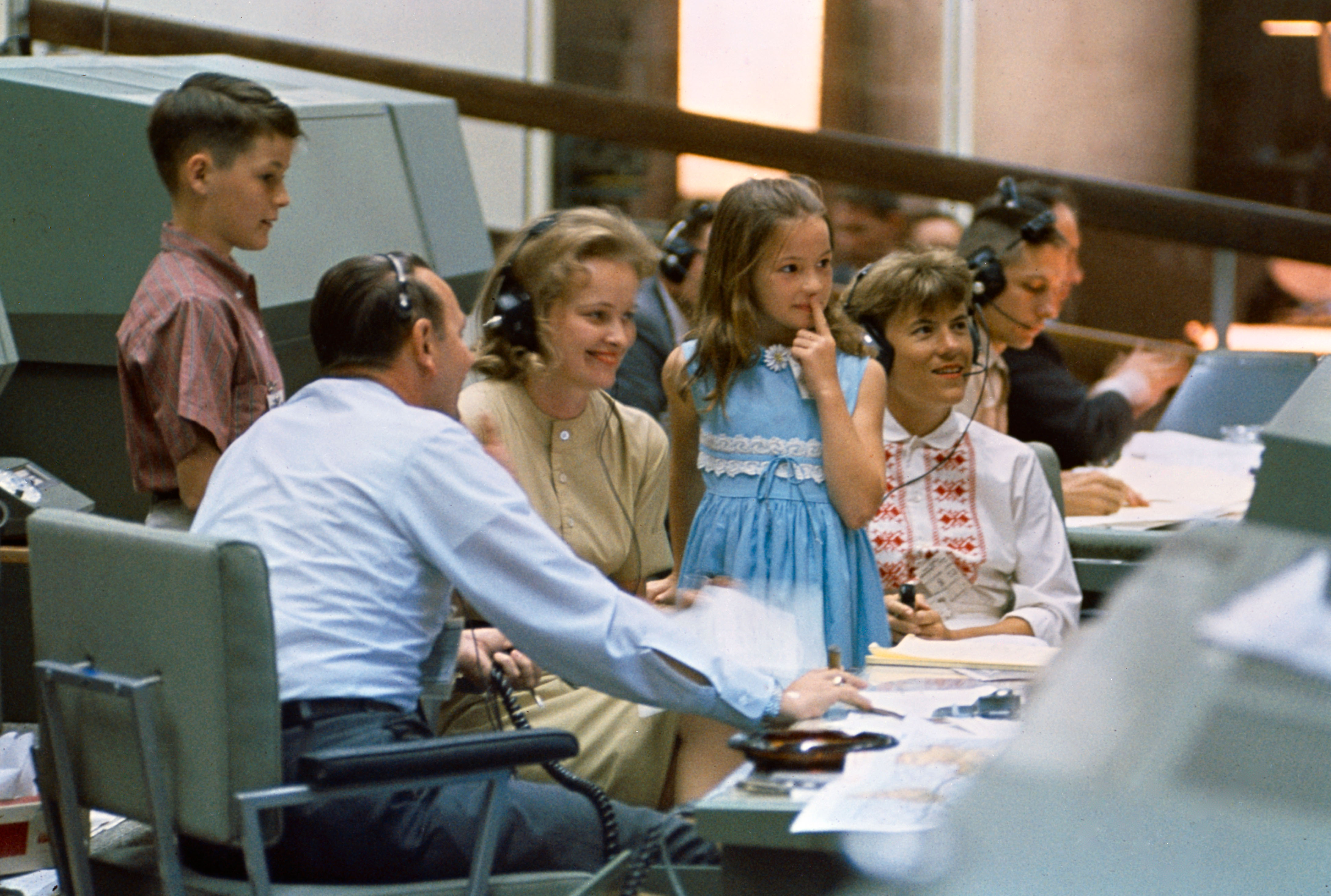
Patricia McDivitt (à droite) visitant le centre de contrôle à Houston durant la mission Gemini 4. Patricia White, femme d'Edward White, les enfants des deux familles, et le responsable de la NASA Christopher Kraft sont aussi visibles sur cette photographie.

McDivitt prend sa retraite de l'USAF et quitte la NASA en juin 1972 pour occuper le poste de vice-président exécutif des affaires générales de la Consumers Power Company (future Consumers Energy (en)). En mars 1975, il rejoint Pullman, Inc. (Pullman Company) en tant que vice-président exécutif et directeur. En octobre 1975, il devient président de la division Pullman Standard.
En janvier 1981, il rejoint Rockwell International où il est vice-président principal des opérations gouvernementales et internationales au moment de sa retraite, à Washington, en 1995.
McDivitt meurt dans son sommeil le 13 octobre 2022 à Tucson en Arizona, à 93 ans,.

## Vie privée
McDivitt épouse Patricia Ann Haas en 1956. Ensemble, ils ont quatre enfants : Michael, Ann Lynn, Patrick et Kathleen. Après leur divorce, il épouse Judith Ann Odell en 1985. Il a deux beaux-enfants du précédent mariage d'Odell. Ses loisirs comprennent la chasse, la pêche, le golf, les sports nautiques, le tennis et des activités de plein air.

## Récompenses, honneurs et postérité

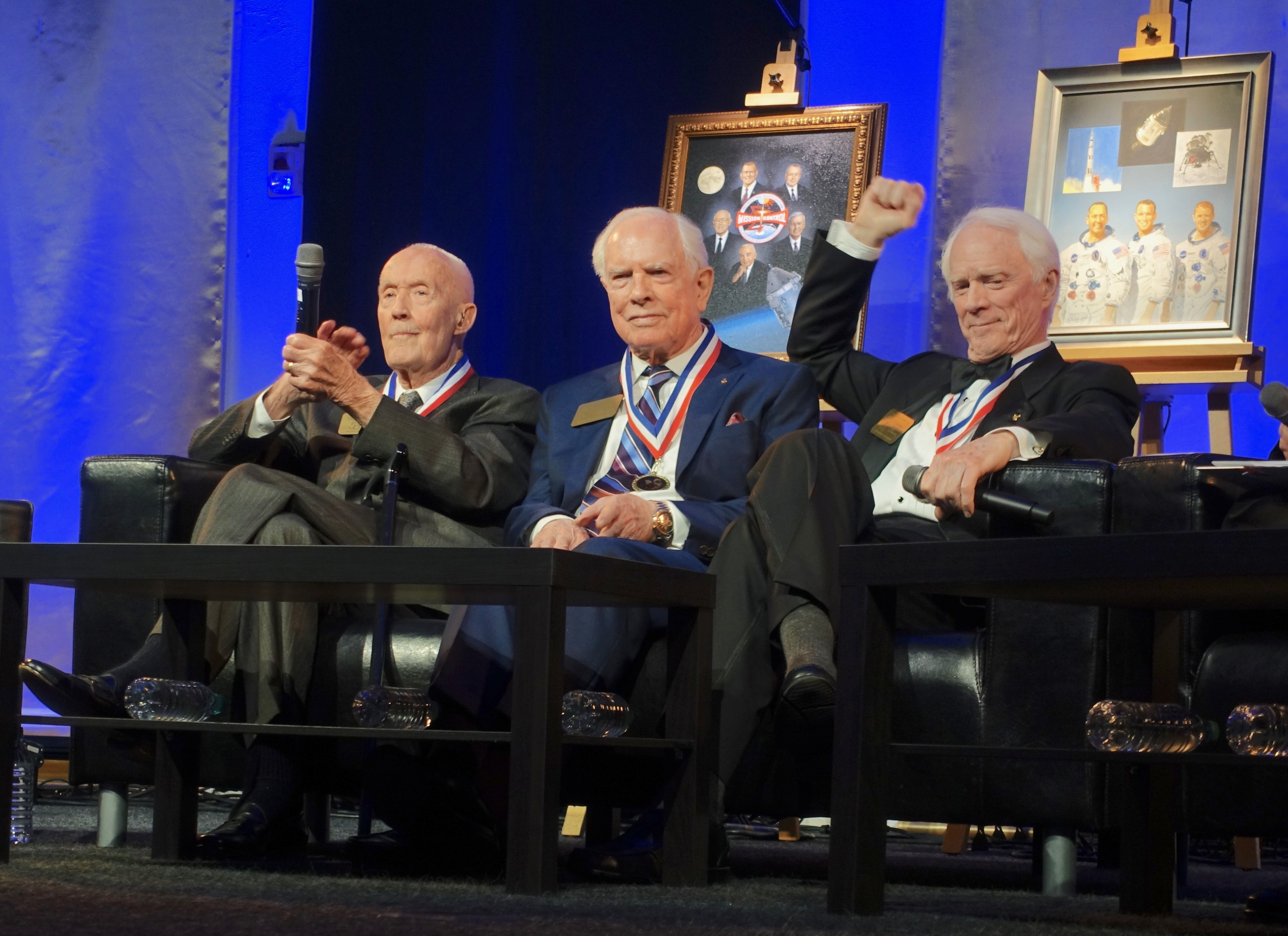
McDivitt, Scott et Schweickart lors du 50e anniversaire d'Apollo 9 en mars 2019.

McDivitt est membre de la Society of Experimental Test Pilots (SETP), de l'American Institute of Aeronautics and Astronautics (AIAA), des fraternités Tau Beta Pi et Phi Kappa Phi (en), du Atlantic Council on Foreign Diplomacy et du Conseil consultatif de l'université du Michigan. Il est également membre de l'ordre des Chevaliers de Colomb et représente l'ordre au Troisième Congrès mondial pour l'apostolat laïc au Vatican en 1967.
Il a reçu l'insigne d'astronaute de l'USAF, deux médailles du service distingué de la NASA, la médaille du service exceptionnel de la NASA, deux Air Force Distinguished Service Medal, quatre Distinguished Flying Cross, cinq Air Medal, le trophée John F. Kennedy de l'Arnold Air Society (en) (AAS), l'USAF Air Force Systems Command Aerospace Primus Award, l'Épée de Loyola, le Michigan Wolverine Frontiersman Award, le Golden Plate Award de l'American Academy of Achievement en 1965 et le prix Iven C. Kincheloe de Society of Experimental Test Pilots (SETP) en 1969.
Il est aussi distingué de l'Ordre du mérite militaire (en) de Corée du Sud, de l'Aerospace Walk of Honor en 2009, de l'International Air & Space Hall of Fame du musée de l'air et de l'espace de San Diego en 2012, de l'International Space Hall of Fame du musée de l'histoire spatiale du Nouveau-Mexique en 1982, du United States Astronaut Hall of Fame en 1993, et du National Aviation Hall of Fame en 2014,.
McDivitt a reçu un doctorat honorifique en sciences astronautiques de l'université du Michigan en 1965 et un doctorat honorifique en sciences de l'université Seton Hall en 1969, un doctorat honorifique en sciences de l'université de Miami (Ohio) en 1970 et un doctorat honorifique en droit de l'université d'Eastern Michigan en 1975.
Dans la mini-série De la Terre à la Lune (1998), le rôle de McDivitt est joué par Conor O'Farrell.
James McDivitt a une école qui porte son nom à Old Bridge dans le New Jersey, la James A. McDivitt Elementary School. Il possède également un bâtiment, le James McDivitt Hall, qui porte son nom, sur le campus du Jackson College (en), à Jackson dans le Michigan. Autre toponyme, la McDivitt-White Plaza est située à l'extérieur du West Hall de l'université du Michigan.